# Castamonu (província)
Castamonu ou Castamono (em turco: Kastamonu) é uma província do norte da Turquia, situada na região do Mar Negro, com capital na cidade homónima. Tem 13 064 km² de área e em dezembro de 2021 tinha 375 592 habitantes (densidade: 28,8 hab./km²).